# Autosnelweg

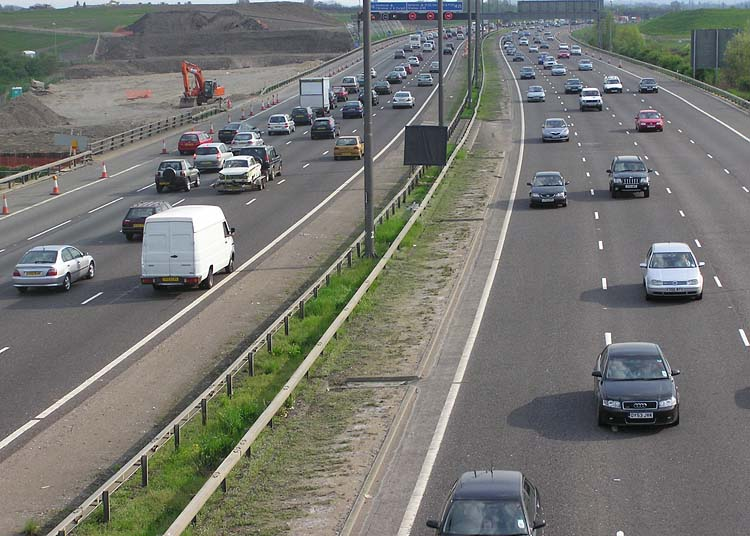
De Britse snelweg M25

Nederlands verkeersbord G1, dat een autosnelweg aangeeft. Met kleine verschillen wordt dit bord in het grootste deel van Europa gebruikt.

Belgisch verkeersbord F5.

Een autosnelweg, informeel ook snelweg, autostrade en autobaan, is een conflictvrije weg bestemd voor snel gemotoriseerd verkeer (zoals auto's, motoren, bussen en vrachtwagens). Conflictvrij wil zeggen dat kruisingen ongelijkvloers zijn en dat er een middenberm is tussen de twee rijrichtingen.
De naam autostrade, afgeleid van het Italiaanse woord autostrada, wordt vooral gebruikt in Vlaanderen terwijl het germanisme autobaan vooral in het oosten en noorden van Nederland gebruikt wordt.
Het verschil tussen autoweg en autosnelweg werd in Nederland ingevoerd met het RVV van 1966. Er kwam ook een verschillend verkeersbord. De autosnelweg heette toen nog autoweg met gescheiden rijbanen en ongelijkvloerse kruisingen. Bedoeld werd: ... met volledig gescheiden rijbanen en zonder gelijkvloerse kruisingen. Een autosnelweg is in Nederland alleen toegankelijk voor motorvoertuigen waarmee met een snelheid van ten minste 60 kilometer per uur kan en mag worden gereden.
De eerste autosnelweg ter wereld werd in 1921 bij Berlijn geopend onder de naam Automobil-Verkehrs- und Übungs-Straße (AVUS). Aanvankelijk werd deze gebruikt als racecircuit. In Nederland is de eerste autosnelweg, rijksweg nr. 12 tussen Voorburg en Zoetermeer, in 1936 in gebruik genomen.(Tot aan het Rijn-Schiekanaal) Rond 1940 was het traject Utrecht - Voorburg (nu met brug over het Rijn-Schiekanaal)
van rijksweg 12 gereed. In België werd het eerste stuk snelweg in 1937 aangelegd ter hoogte van Brugge, tussen Beernem en Loppem. Dit was het begin van de autosnelweg Brussel - Kust, thans A10/E40, voltooid in 1956.
Autosnelwegen worden in de meeste landen (met als belangrijke uitzondering de Verenigde Staten) aangeduid met een verkeersbord dat een pictogram van een autosnelweg met viaduct afbeeldt. De achtergrond is dan blauw of groen.
België heeft met 57,8 km per 1000 km² het grootste aantal kilometers snelweg per landoppervlakte van de Europese Unie. Nederland komt op de tweede plaats met 56,8 km per 1000 km². In totaal heeft Nederland 2360 km snelweg op 41.543 km² en België 1763 km op 30.528 km² (cijfer 2011). Afgezet tegen de grootte van de bevolking komen België (ruim 11 miljoen inwoners) en Nederland (17 miljoen inwoners) allebei op ongeveer 15 centimeter snelweg per inwoner.

## Geschiedenis van de autosnelwegen
Duitsland was het eerste land dat autosnelwegen (Autobahnen) aanlegde.
- 1921 - De allereerste autosnelweg werd in Berlijn gebouwd. Deze was slechts 9 km lang. Men noemde de snelweg de AVUS (Automobil-Verkehrs- und Übungs-Straße). Hij was voornamelijk in gebruik als test- en racecircuit en is nu een deel van de A115 van Berlijn naar Potsdam.
- 1924 - In Italië werd een snelweg van Milaan naar Varese opengesteld, onderdeel van het project Autostrada dei Laghi. Het was tevens de eerste snelweg ter wereld waarvoor tol werd geheven.
- 1932 - In Duitsland werd een derde snelweg gebouwd, van Keulen naar Bonn; de huidige A555.
- 1935 - Openstelling van de eerste echte Autobahn tussen Frankfurt en Darmstadt
- 1937 - Openstelling van de eerste Nederlandse autosnelweg tussen Voorburg en Zoetermeer, tevens de eerste snelweg ter wereld met een vluchtstrook.[bron?]

Geen van deze snelwegen voor 1935 was echter een snelweg in de zin zoals we die nu kennen: een weg met gescheiden rijbanen, ongelijkvloerse kruisingen en aansluitingen, waarop alleen motorvoertuigen zijn toegestaan.
De AVUS had destijds geen verkeersfunctie, maar was een circuit. De Italiaanse autostrada's waren weliswaar alleen voor gemotoriseerd verkeer toegankelijk, maar hadden geen rijbaanscheiding (daarentegen wél op veel plaatsen gelijkvloerse kruispunten). De snelweg tussen Keulen en Bonn had ook geen scheiding tussen de rijrichtingen; die is pas veel later aangebracht.
De HaFraBa, een organisatie die tot doel had om in Duitsland een hoogwaardig wegennet aan te leggen, beginnende met de weg HAmburg-FRAnkfurt-BAsel, had begin jaren dertig zeer veel pionierswerk verricht en tracés opgemeten. Nadat de NSDAP in 1933 in Duitsland aan de macht was gekomen, sloeg de partij als een blad aan een boom om voor wat betreft de houding tegenover autosnelwegen. Was men voor de machtswisseling nog fel tegen de aanleg van snelwegen, plotseling zag men de propagandistische waarde in van de snelweg als object om de werkloosheid te bestrijden en om de nationale verbondenheid te vergroten, alsmede om de wereld de "zegeningen" van het Derde Rijk te kunnen tonen. De HaFraBa werd vervolgens geïncorporeerd in de organisatie die onder leiding van Dr. Fritz Todt de aanleg van zeer veel Autobahnen zou gaan verzorgen. Mede door het voorwerk dat al was verricht, was men in 1935, amper twee jaar na de machtswisseling, in staat om de eerste echte Autobahn tussen Frankfurt en Darmstadt open te stellen. Hoewel Hitler de Autobahn dus niet bedacht heeft, heeft hij hem omarmd en politiek en propagandistisch uitgebuit. Daarmee begon ook de mythe van de "Strasse des Führers".

## Kenmerken

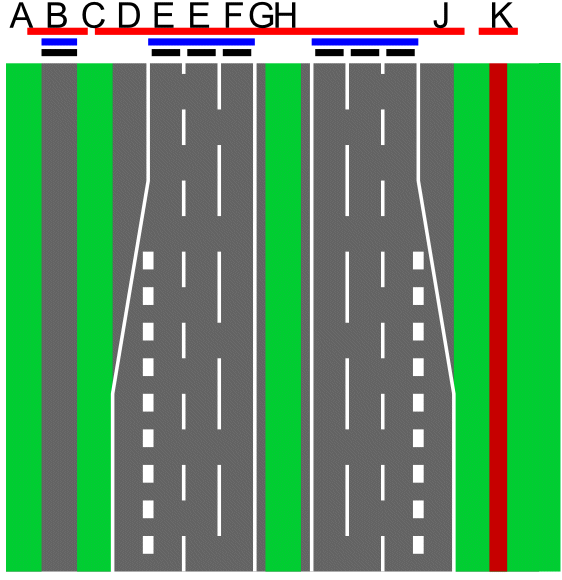
Standaardindeling, zie gekleurde strepen en letters bovenaan
A zijberm
B ventweg
C tussenberm
D vluchtstrook, uitrijstrook. Een vluchtstrook is geen rijstrook.
E rijstrook
F plusstrook
G redresseerstrook
H middenberm
J vluchtstrook, invoegstrook
K fietspad. Een fietspad is geen rijstrook of rijbaan

Een autosnelweg heeft minimaal vier rijstroken (twee rijstroken per richting, dus iedere richting 1 rijbaan) en twee (vlucht/pech-)stroken die normaliter niet gebruikt mogen worden. De twee rijrichtingen zijn van elkaar gescheiden door een middenberm.
Bij snelwegen met meer dan vier rijstroken per richting wordt de afwatering van de autosnelweg door de brede rijbaan bemoeilijkt (gevaar voor aquaplaning), vooral bij op- en afritten.
Nederland kent meerdere rijkswegen die vierstrooks zijn: de A2 tussen knooppunt Everdingen en knooppunt Deil, de A4 tussen knooppunt Badhoevedorp en knooppunt Burgerveen (tussen Hoofddorp en Burgerveen zelfs vijfstrooks), de A12 van De Meern tot knooppunt Gouwe bij Gouda en delen van de A16. De A1 bij Amersfoort. De A2 tussen Amsterdam en Utrecht, en de A1 tussen Diemen en Muiderberg zijn vijfstrooks.

### Rijstrookbreedte
De rijstrookbreedte is op autosnelwegen in principe 3,50 meter. Rondom de grote steden komen ook autosnelwegen voor met een rijstrookbreedte van 3,25 meter, de zogenaamde stadsautosnelwegen. De A9 (Gaasperdammerweg) was hiervan een voorbeeld, maar is in 2005 verbreed. Voorts zijn er autosnelwegen die om historische redenen wat smallere rijstroken hebben, zo was de rijstrookbreedte op de A2 Utrecht-Amsterdam voor de verbreding 3,20 m. Op sommige autosnelwegen in Nederland zijn de rijstroken smaller gemaakt, opdat er ruimte is voor een extra rijstrook. Dit wordt een plusstrook genoemd. Kenmerkend is dat er bij plusstroken ook een vluchtstrook beschikbaar blijft. De eerste plusstrook werd geopend op 22 november 1999 op de A27 tussen Houten en knooppunt Everdingen.

### Regelgeving
Motorvoertuigen die geen 60 km/h mogen of kunnen rijden zijn in Nederland niet toegelaten tot de autosnelweg. In België is dit 70 km/h. Een weggebruiker dient ook op een autosnelweg zo veel mogelijk rechts te houden, zodat medeweggebruikers de mogelijkheid wordt geboden tot links passeren. Rechts passeren is in principe verboden, behalve bij file-rijden of wanneer men zich rechts van een blokkenlijn bevindt. Voorrangsborden en borden voor verplichte rijrichting zoekt men tevergeefs bij de toeritten van een Nederlandse autosnelweg; dit is inherent aan de regelgeving van dit wegtype. In België komen deze borden wel voor. Keren en achteruitrijden zijn streng verboden en worden beboet met hoge boetes, terwijl spookrijders in principe kunnen rekenen op een dagvaarding.

### Toerit en afrit
Met een toerit of invoeging (Vlaanderen: oprit) is het mogelijk om op de snelweg te komen en met een afrit of uitvoeging is het mogelijk een autosnelweg weer te verlaten. Het geheel van toeritten en afritten wordt aansluiting genoemd. In Nederland liggen er aansluitingen om de 4 à 5 kilometer. Als de invoegstrook van de toerit wordt doorgetrokken naar de uitvoegstrook van de volgende afrit dan noemt men dat een weefstrook of weefvak. Bij een klaverblad is er altijd sprake van een weefvak. Deze liggen meestal in een rangeerbaan. Knooppunten worden in Vlaanderen meestal verkeerswisselaars genoemd.
Het in- en uitvoegen wordt volgens de wet als een bijzondere manoeuvre gezien en daarbij moet men het overige verkeer voor laten gaan. Vaak gaat het overige verkeer, mits dat kan en mag, een strook naar links om ruimte te maken voor het in te voegen voertuig, maar dit is niet verplicht.

### Verkanting

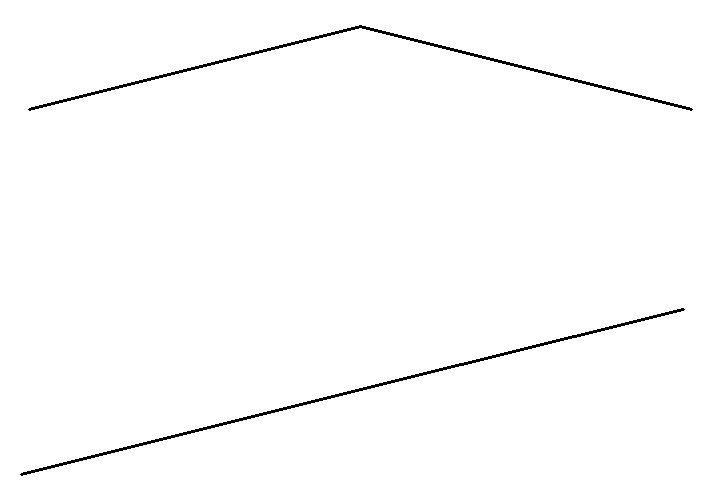
Verkanting van de rijbaan in een recht stuk weg (boven) en in een bocht naar links (onder)

De verkanting van een rijbaan is een helling die in dwarsrichting wordt ingebouwd om een goede afwatering te waarborgen en om bochten veiliger en comfortabeler berijdbaar te maken. Op een recht stuk weg gebeurt dit meestal in een dakprofiel onder een helling van 2 à 2,5%, waardoor beide rijbanen naar de zijbermen afwateren. In bochten wordt vaak een lessenaarsprofiel toegepast, waarbij een verkanting, een dwarshelling tot 6% wordt toegepast.

## Speciale rijstroken

### Busstrook
In Vlaanderen kennen bepaalde autosnelwegen zoals de E34 (A21), E313 (A13), E19 (A1) speciale rijstroken voor autobussen. Deze speciale rijstrook (de vroegere pechstrook) mag door autobussen gebruikt worden wanneer er file is. De maximumsnelheid op deze speciale rijstrook is 80 km/h. Ook op enkele Nederlandse snelwegen mogen lijndiensten bij file gebruikmaken van de vluchtstrook.

### Spits- en plusstrook
Om de verkeersdruk in Nederland en België te verminderen, worden sommige vluchtstroken in de spits dynamisch opengesteld voor het verkeer. Dit wordt een spitsstrook genoemd. De eerste spitsstrook, op de A28 tussen Den Dolder en De Uithof, werd in 1996 geopend.
Elke 500 tot 1000 meter zijn pechhavens aangelegd die de functie van vluchtstrook overnemen. Omdat er in Nederland steeds meer spitsstroken komen, was het Ministerie van Verkeer en Waterstaat voornemens om per 1 januari 2005 de hulpdiensten niet meer via de vluchtstrook te laten passeren, maar tussen het andere verkeer door. Omdat hiertegen door een aantal hulpdiensten in tweede instantie bezwaar is gemaakt en het in principe mogelijk blijft de spitsstroken te sluiten bij pechgevallen, ongevallen en calamiteiten geldt dat het 'middendoor rijden' alleen wordt toegepast als het verkeer niet (meer) van de spitsstrook af kan (bijvoorbeeld bij stilstaande file).
Een alternatief voor de spitsstrook is de plusstrook. Hierbij worden de rijstroken versmald, zodat een extra rijstrook beschikbaar komt, maar er toch ruimte blijft voor een vluchtstrook. De meest linkse rijstrook wordt alleen opengesteld in de spitsuren, waarbij voor alle rijstroken de maximumsnelheid wordt verlaagd.

### Noodstopstrook

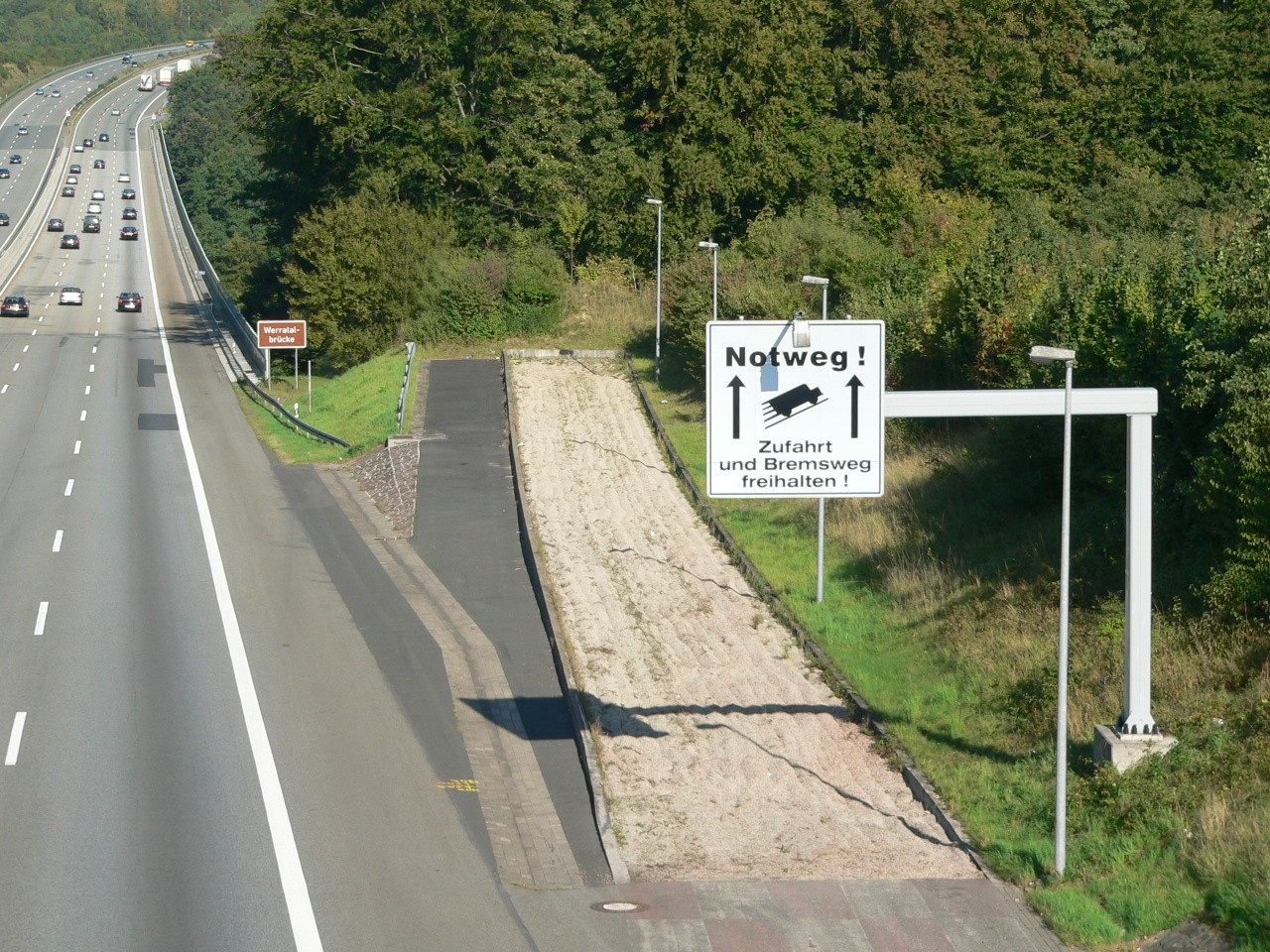
Noodstopstrook, A7, Duitsland

Op sterke afdalingen worden soms noodstopstroken aangelegd. Dit zijn stukken weg aan de rechterkant van de weg die eindigen in een grote zandbak. Hierdoor kunnen auto's die niet meer kunnen remmen toch op een veilige manier tot stilstand komen.

### Wissel- of doelgroepstrook
Een wisselstrook is een strook in het midden van de autosnelweg, tussen beide rijrichtingen in, die alleen in de spits gebruikt wordt door de automobilisten uit de drukste rijrichting (gelegen op de A1). Voorheen was de bedoeling om deze strook alleen toegankelijk te maken voor carpoolers, dit experiment faalde echter. In delen van de Ring Rotterdam zijn doelgroepstroken voor autobussen en vrachtwagens beschikbaar.

### Bufferstrook
Een bufferstrook is een strook die ervoor zorgt dat een file het afslaande verkeer niet blokkeert.

### Vluchtstrook
In Vlaanderen wordt de ongebruikte strook aan de rechterkant van de rijbaan pechstrook genoemd en in Nederland wordt dit meestal de vluchtstrook genoemd. De reguliere rijstroken worden in Vlaanderen ook wel baanvakken genoemd.
In Nederland wordt op snelwegen met vier of meer rijstroken naast elkaar vaak een tweede vluchtstrook aangelegd aan de linkerkant, om te voorkomen dat men bij pech drie rijstroken zou moeten oversteken om de vluchtstrook te bereiken.

### Klimstrook

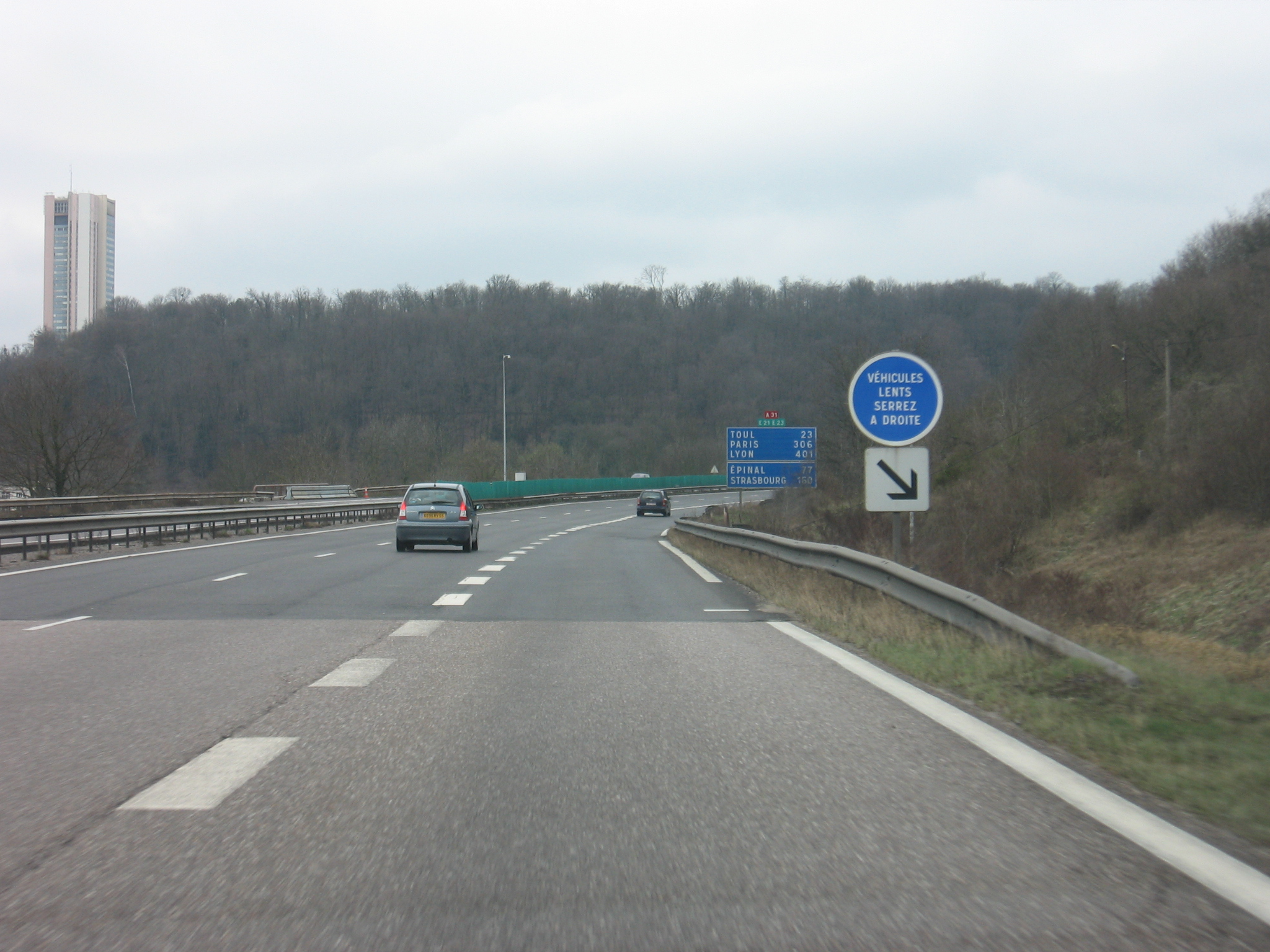
Aankondigingsbord klimstrook op de Franse A31

In landen met bergachtige gebieden komen klimstroken (ook wel kruipstroken) voor. Dit houdt in dat bij stijgingen de rechter rijstrook wordt gereserveerd voor vracht- en ander verkeer dat meer moeite heeft met hellingen. De weg bestaat dan vaak uit drie rijstroken waarbij de twee meer links gelegen stroken door het snellere verkeer dienen te worden gebruikt. Nederland heeft bijna geen steile hellingen en telt maar twee klimstroken. De bekendste klimstrook in Nederland is onderdeel van de A2 op de Kruisberg, net ten noorden van Maastricht, in de richting van knooppunt Kerensheide. De tweede, de Kunderberg, ligt op de A76 ter hoogte van Heerlen in de richting van Duitsland (Aken). Tevens zijn er klimstroken op regionale wegen in Overijssel en Limburg. Bij de uitgangen van een aantal tunnels neemt het aantal stroken soms ook toe, waarbij de meest rechtse ook de functie van kruipstrook kan vervullen.
In België bestaat op de A4/E411, tussen de opritten 15 (Loyers) en 16 (Wierde), een gelijkaardige regeling om vanuit de Maasvallei de zuiderhelling te beklimmen in de richting van de Ardennen. Over een afstand van iets meer dan 3 km zijn er uitzonderlijk 4 rijstroken aangelegd, gescheiden door onderbroken strepen. Op de 3de en 4de strook mag het zwaar verkeer niet rijden; licht verkeer mag overal rijden maar toch is de onderbroken streep tussen de linkse twee stroken en de rechtste twee stroken afwijkend van vorm.
Ook op de A26/E25 bestaat een dergelijke klimstrook om vanuit de Amblèvevallei (viaduct van Remouchamps) de zuiderhelling te overwinnen in de richting van Bastogne. De E25, die typisch maar 2x2 rijstroken heeft, is daar voorzien van een derde strook (bijna 4 km lang) waarop geen zwaar verkeer is toegelaten. Ook hier mag licht verkeer overal rijden; alle onderbroken strepen hebben hier wel dezelfde vorm.

## Tol
In sommige landen (bijvoorbeeld Hongarije, China, Frankrijk, Spanje, Japan en Italië) moet tol worden betaald voor het gebruik van bepaalde autosnelwegen. Meestal krijgt de automobilist een kaart als hij de snelweg oprijdt, waarna hij bij het verlaten van de snelweg betaalt over de afgelegde afstand. Het oponthoud bij de tolpoorten is minimaal, maar toch komt het weleens voor dat er juist bij de tolpoort een file ontstaat.
In Nederland hoeft de weggebruiker op de autosnelweg nergens tol te betalen. Er zijn wel enkele toltunnels in Nederland, waar de weggebruiker voor dient te betalen, maar die zijn onderdeel van een N-weg (bijvoorbeeld Westerscheldetunnel - N62 en Kiltunnel - N217). In Vlaanderen hoeft alleen tol te worden betaald voor het gebruik van de Liefkenshoektunnel (R2) in Antwerpen. Ook voor de Oosterweeltunnel in de geplande Oosterweelverbinding om Antwerpen is tolheffing voorzien.
Wat wel op enkele Nederlandse en Belgische autosnelwegen voorkomt, is schaduwtol. Hierbij betaalt niet de weggebruiker, maar de overheid een bedrag voor iedere voertuigpassage aan de exploitant. Dit komt in België onder andere voor bij de A602 door Luik en in Nederland bij de Noordtunnel (Rijksweg 15) en de Wijkertunnel (Rijksweg 9)

### Tolvignetten

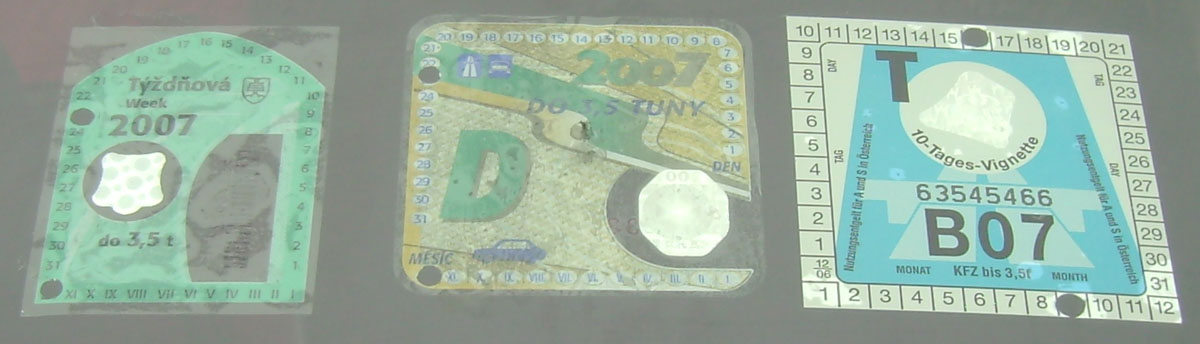
Snelwegvignetten voor Slowakije, Tsjechië en Oostenrijk

In diverse landen wordt een belasting op het gebruik van de snelwegen geheven door middel van tolvignetten. Dit zijn meestal stickers die bij onder andere tankstations en bij de grens kunnen worden aangeschaft en die op de voorruit dienen te worden bevestigd. Ook handhaving via de kentekenplaten behoort tot de mogelijkheden. Wie bij controle geen vignet blijkt te hebben, moet meestal (soms ter plaatse) alsnog een vignet aanschaffen en bovendien een boete betalen. De vignetten zijn doorgaans verkrijgbaar met een verschillende geldigheidsduur, zoals een maand of een jaar.

## Verlichting

### België
Vóór de nacht van 15 juli 2011 waren in België de meeste autosnelwegen volledig verlicht. Sommige recentere snelwegen die vanaf de jaren 80 aangelegd zijn, zoals de A17, de A18 en de A19, werden nooit voorzien van een volledige verlichting. De op- en afritten/knooppunten en verzorgingsplaatsen zijn in België vrijwel altijd verlicht. België stond bekend om de sterk uitgebouwde verlichting van de autosnelwegen.
Uit energiebesparing en om lichthinder tegen te gaan, ging de verlichting op de autosnelwegen vanaf 2007 's nachts uit van middernacht tot 06:00 uur, behalve aan de op- en afritten, knooppunten, verzorgingsplaatsen en de ringwegen bij de grote steden in Vlaanderen. De verlichting bleef eveneens 's nachts branden op de autosnelwegen in Wallonië.
Sinds de nacht van 15 juli 2011 is de verlichting op het merendeel van de snelwegen in Vlaanderen uitgeschakeld. Dit heeft men ingevoerd om nog meer energie te besparen en de lichthinder zo veel mogelijk te beperken. Ook wordt er geld bespaard op het plaatsen en onderhouden van verlichtingspalen, dat geld zou gebruikt worden voor andere verkeersinfrastructuur zoals dynamische borden. Om de veiligheid te blijven garanderen zouden er meer reflectoren langs de kant van de weg komen en gaat men gebruikmaken van reflecterende verf. Op ringwegen, knooppunten en op- en afritten blijven de lichten nog altijd permanent aan. Op sommige stukken weg zal men dynamische verlichting aanwenden, die men kan inschakelen bij filevorming, wegwerkzaamheden, gevaarlijk weer, op verzoek van de politie of indien de verkeersintensiteit dit rechtvaardigt.
Aangezien de beslissingen op vlak van mobiliteit toebehoren aan de gewestelijke instanties, is het nieuwe lichtplan slechts van toepassing voor het Vlaamse Gewest. In Wallonië en Brussel blijft de bestaande regeling (2007) aldus van kracht.

### Nederland
Nederlandse autosnelwegen worden binnen de Randstad op de belangrijke trajecten vrijwel altijd verlicht. Buiten de Randstad is er alleen verlichting bij knooppunten, verzorgingsplaatsen en grotere steden. In totaal is 992 km van de 2342 km autosnelweg verlicht (bron: AVV). Het verlichtingsgehalte op de Nederlandse autosnelwegen neemt echter (ook buiten de Randstad) steeds verder toe. Zo is een deel van de A1 in Twente van verlichting voorzien waar dat voorheen niet het geval was.

### Duitsland
In tegenstelling tot België en Nederland worden Duitse autosnelwegen sporadisch verlicht. Alleen bij enkele grote steden zoals Berlijn, Hamburg, Keulen en Saarbrücken is er verlichting.

## Maximum- en adviessnelheden
De maximumsnelheid op een autosnelweg is in België 120 km/h, in Nederland 130 km/h en buiten België en Nederland op de meeste snelwegen 130 km/h. In Nederland geldt in afwijking daarop op veel drukkere wegvakken, of vanwege milieuredenen, een maximumsnelheid van 80, 100 of 120 km/h. Tot 1973 was er in Nederland geen snelheidslimiet op autosnelwegen. Op 1 mei 1988 is de maximumsnelheid verhoogd van 100 naar 120km/h en op 1 september 2012 naar 130 km/h. In Frankrijk wordt 130 km/h gehanteerd, bij regen verlaagd naar 110 km/h. Op de Duitse Autobahn geldt alleen een adviessnelheid van 130 km/h. Wel geldt dat er bij snelheden boven de 130 km/h altijd een verzekeringsbeperking bestaat bij een ongeval. Op veel Autobahnen gelden echter bindende snelheidslimieten. Dit is onder meer afhankelijk van nabijheid van bebouwing, natuur en verkeersintensiteit. Italië maakt het mogelijk om op 3-strooks snelwegen, naast de reguliere 130 km/h, de limiet te verhogen naar 150 km/h. Luxemburg en Denemarken hebben de maximumsnelheid verhoogd naar 130 km/h, waarbij in Luxemburg, net als in Frankrijk, geldt dat bij regen de wettelijke maximumsnelheid 110 km/h is. Ook in Zweden en Oostenrijk zijn er proeven met hogere maximumsnelheden gedaan.
Voor auto's met aanhangwagens of caravans gelden meestal lagere maximumsnelheden. Zo is in Nederland de maximumsnelheid voor auto's met aanhanger of caravan met een totaalgewicht tot 3500 kg, 60 km/h. Tot 1 mei 2009 was dat 80 km/h, dezelfde maximumsnelheid die voor vrachtwagens en combinaties van meer dan 3500 kg geldt. In onder andere Frankrijk en België gelden geen afwijkende snelheden voor auto's met een aanhangwagen.
In de Verenigde Staten is de maximumsnelheid op de interstate highways per staat geregeld. Deze varieert over het algemeen van 55 mph (88,5 km/h) in de buurt van steden, tot 85 mph (136,8 km/h) in de uitgestrekte vlakten in het midden van Amerika. Op sommige gevaarlijke trajecten binnen de bebouwde kom komen snelheidslimieten van 40 mph (64,4 km/h) voor. Tot 1995 was er een landelijke maximumsnelheid van 55 mph, die ingesteld was na de oliecrisis van 1973. De staat Montana had tot 1999 overdag geen maximumsnelheid; in plaats daarvan was de snelheidslimiet "reasonable & prudent".

### Duitsland
Duitsland is het enige land in Europa waar geen absolute maximumsnelheid geldt voor autosnelwegen. Het idee kreeg in de jaren 70 geen politieke meerderheid. Voorstanders van een algemene maximumsnelheid zien als voordelen toename van de verkeersveiligheid en vermindering van brandstofverbruik en luchtvervuiling. Tegenstanders zijn van mening dat enerzijds het de persoonlijke vrijheid van burgers zal aantasten ("Freie Fahrt für freie Bürger"), anderzijds wordt vermoed dat een absolute snelheidsbeperking nadelige invloed zal hebben op de nationale economie doordat de reistijden toenemen. Ook geloven zij dat de concurrentiepositie van de Duitse automobielindustrie gevaar kan lopen, omdat de Duitse automerken vooral degelijke en veilige, maar ook snelle auto's ontwikkelen.
Er is voortgaande discussie in Duitsland over dit onderwerp, maar in opiniepeilingen blijkt dat een meerderheid tegen een absolute maximumsnelheid is, en over het algemeen wordt ook aangenomen dat er op het ogenblik geen politieke meerderheid voor is. Er wordt daarentegen wel een adviessnelheid gegeven van 130 km/h. Boven deze snelheid geldt, indien men bij een ongeval betrokken raakt, een verzekeringsbeperking. Daarnaast kunnen door verkeersborden en signalering lagere maximumsnelheden worden opgelegd.

### Terugbrengen van de snelheden
In Nederland is op diverse plaatsen de snelheid teruggebracht tot 100 km/h. Redenen hiervoor zijn: milieuredenen (in het bijzonder geluidsoverlast en luchtkwaliteit), verkeersveiligheid en een betere doorstroming. Dit werd aangegeven door zogenoemde kaasplankjes; gele bordjes in de middenberm. Deze bordjes zijn vanaf 2000 vervangen door hectometerpaaltjes die de ter plekke geldende maximumsnelheid aangeven. Ook bestaan er enkele burgerinitiatieven om net als in Spanje de snelheid te verlagen tot 110 km/h.
Vanwege de stikstofcrisis besloot het kabinet-Rutte III om vanaf 16 maart 2020 de maximumsnelheid op Nederlandse autosnelwegen van 6:00 tot 19:00 te verlagen naar 100 km/h. Buiten deze tijdspanne blijft 130 km/h de limiet. Een generieke snelheidsverlaging werd ook onderzocht en gesteund door coalitiepartijen D66 en ChristenUnie, maar VVD en CDA vonden dit een stap te ver gaan. In 2025 werd dit deels weer losgelaten.

#### 80 kilometerzone
In bijzondere gevallen wordt de snelheid nog verder teruggebracht. Proefsgewijs is als eerste op de A13 bij Rotterdam Overschie vanaf mei 2002 de snelheid teruggebracht tot maximaal 80 km/h. Na een bevredigend resultaat is deze maatregel in november 2005 op meer snelwegen in stedelijke gebieden genomen, zoals op de A10-west in Amsterdam. Hiermee wordt ook een verbetering van de luchtkwaliteit beoogd, naast een extra geluidsreductie van 1 dB(A) ten opzichte van de situatie bij 100 km/h, al kan men zich afvragen of de gestelde normen op die manier gehaald zullen worden. Ter vergelijking: een verlaging van de geluidssterkte met 3 dB(A) is voor het menselijk oor nog nét waarneembaar. Trajectcontrole moet zorgen voor de handhaving. De ingestelde 80 kilometerbeperking in Den Haag is punt van discussie vanwege de forse toename van files met hun bijkomende effecten zoals toename van luchtvervuiling door lang stilstaande auto's en vrachtwagens, economische schade (meer verbruik van brandstof en verloren tijd voor bestuurders en hun werkgevers). De andere beperkingen staan nu ook ter discussie. Omdat aan de A13 een vliegveld (Rotterdam The Hague Airport) grenst, en de buurt dus ook zeer veel overlast ondervindt van luchtverkeer, is de proef onder wetenschappers omstreden.
Over de effecten van snelheidsbeperkingen op autosnelwegen lopen de meningen uiteen. Voorstanders benoemen een betere "leefbaarheid", veiligheid en doorstroming (ideale doorstroomsnelheid ligt tussen 80 en 90 km/h). Critici trekken de als feiten aangenomen gegevens in twijfel. Er zijn vele voorbeelden, meest recent en evident is Denemarken. Daar is na een verhoging van de maximumsnelheid op autosnelwegen van 110 naar 130 km/h het aantal in het verkeer om het leven gekomen personen juist met 25% afgenomen, dit is in strijd met de verwachtingen van veel verkeerskundigen die, op basis van statistische gegevens, uitgaan van enkel nadelige effecten bij snelheidsverhoging.

### Snelheden bij werkzaamheden
Bij wegwerkzaamheden of het naderen van files kan de maximumsnelheid worden beperkt door een snelheid van 90, 70 of 50 km/h op matrixborden te tonen. In Nederland waren dat in eerste instantie adviessnelheden, sinds de invoering van het RVV 1990 zijn het maximumsnelheden.

### Minimumsnelheden
Hoewel er in Nederland geen minimumsnelheid op de autosnelweg geldt mag men niet zo langzaam rijden dat men het overige verkeer hindert of in gevaar brengt. Ook geldt er een toelatingssnelheid: een voertuig dat niet ten minste 60 km/h kan en mag rijden, mag niet op de autosnelweg komen. In België bedraagt de minimumsnelheid 70 km/h (er is een reeks van uitzonderingen zoals weersomstandigheden, verkeersdichtheid, zicht, etc. bepaald in Artikel 10.1).

## Nummering

### België
Belgische autosnelwegen hebben altijd een A- en meestal een E-nummer. E-nummers geven lange, transeuropese routes aan; de E-nummers worden bij voorrang gebruikt op de wegwijzers maar enkel als het om autosnelwegen gaat. A-nummers worden slechts vermeld als een autosnelweg geen E-nummer heeft. Autosnelwegen die (een deel van) een ring rond een stad beschrijven worden aangeduid met een R-nummer (bijvoorbeeld R0 - Brussel, R1 en R2 - kleine resp. grote ring Antwerpen), niet alle wegen met een R-nummer zijn echter autosnelweg. Sommige zeer korte stukjes autosnelweg hebben een B-nummer (met de B van Bretelle), maar die zijn meestal niet onder dat nummer bekend (bijvoorbeeld rond Gent: B401 - afrit E17 naar Gent-Centrum, B402 - afrit E40 naar Flanders Expo).

### Nederland
Nederlandse snelwegen hebben altijd een A-nummer. 1- of 2-cijferige A-nummers zijn rijkswegen (A1, A12). Driecijferige A-nummers zijn over het algemeen provinciale snelwegen (bijvoorbeeld A348 Arnhem-Dieren). In eerste instantie werden de rijkswegen (de latere A-wegen), genummerd 'met de klok mee' vanuit Amsterdam. De A1, Amsterdam-Duitsland, A2 Amsterdam-Maastricht, A3 [nooit aangelegd] Amsterdam-Rotterdam (alleen een stukje bij Dordrecht is N3 genummerd), A4 Amsterdam-Den Haag. A5 eerst Amsterdam-Haarlem, nu Amsterdam-Hoofddorp. A-wegen worden in Nederland altijd aangeduid met witte letters op een rode achtergrond. Sommige snelwegen hebben ook een E-nummer. Aanduiding van een weg met E-nummer is in Nederland niet gebruikelijk.

### Duitsland
Duitse snelwegen hebben een A-nummer, de grotere verbindingswegen een B-nummer (Bundesstrassen), en de andere wegen een L-nummer (Landesstrassen). De belangrijke snelwegen hebben 1 cijfer, de minder belangrijke 2 (het eerste cijfer van die twee hangt af van de regio), en de korte verbindingswegen 3 cijfers. Verder zijn de nummers logisch opgebouwd. Oneven nummers lopen van noord naar zuid, en even nummers lopen van west naar oost.

### Andere landen
In de meeste Europese landen worden A-nummers gebruikt voor autosnelwegen. Een uitzondering hierop vormen het Verenigd Koninkrijk, Ierland, Rusland, Wit-Rusland, Oekraïne en Hongarije. Daar wordt de letter M (van Motorway, of van Magistrales (Oost-Europa)) gebruikt voor autosnelwegen. Voor andere belangrijke nationale wegen worden in het Verenigd Koninkrijk A-nummers gebruikt, in onder andere Ierland, België, Nederland, Frankrijk, Spanje, Portugal N-nummers en in Hongarije, Duitsland, Denemarken, Zweden, Finland, Estland, Polen, Tsjechië, Slowakije, Litouwen, Kroatië, Slovenië, Griekenland, Servië, Bulgarije nummers zonder letter.

## Wegbeheer

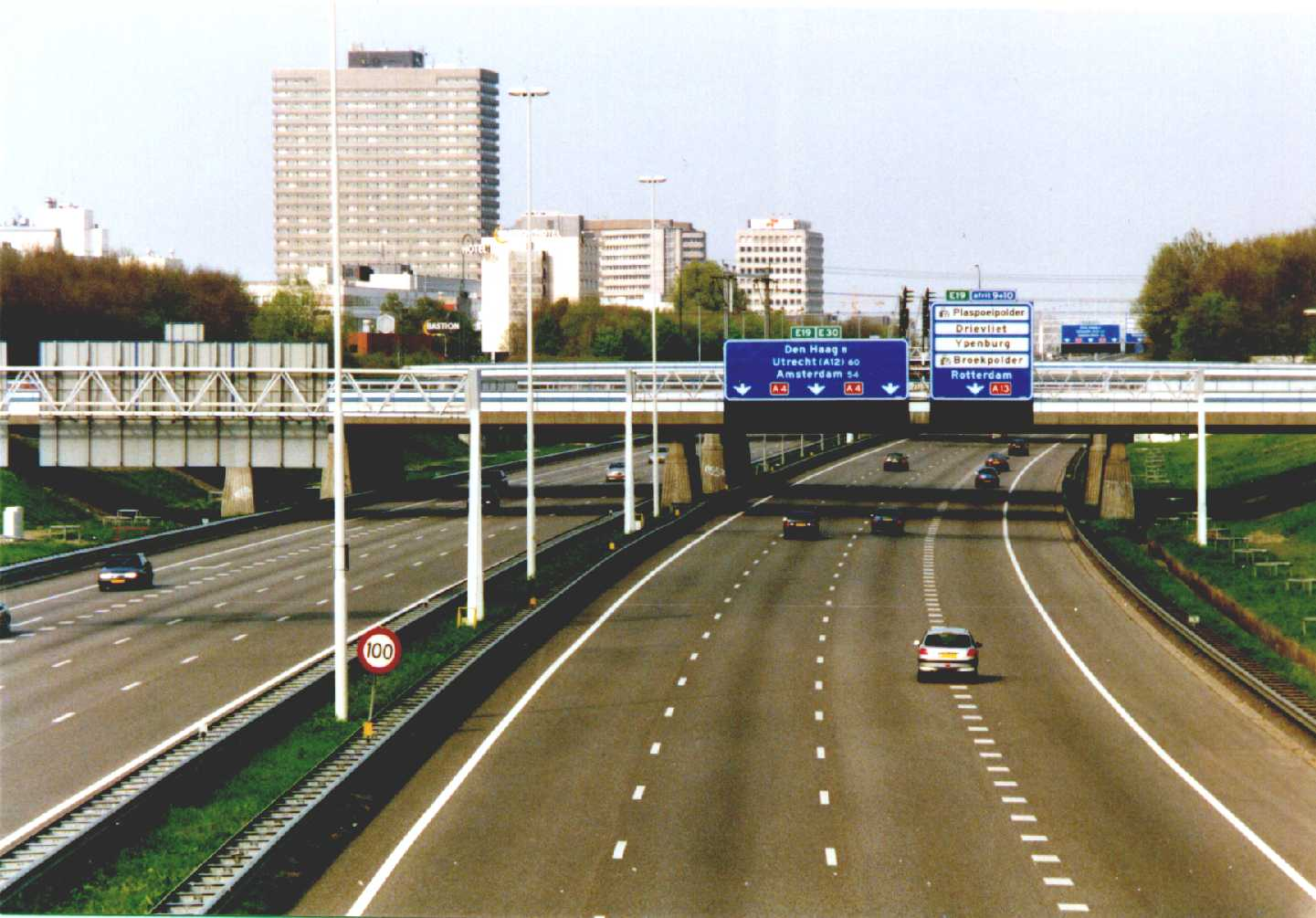
De A4 bij Rijswijk

De meeste Nederlandse autosnelwegen zijn rijkswegen en worden beheerd door Rijkswaterstaat. Dit zijn alle A-nummers onder de 100 en de A200. Enkele relatief korte snelwegen worden beheerd door de provincie. Dit zijn de A208, A256, A270, A325, A326 en de A348.
In België zijn alle autosnelwegen gewestwegen die worden beheerd door het Vlaams, Waals of het Brussels Hoofdstedelijk Gewest.